# Конституция УССР (1978)
Конститу́ция Украи́нской Сове́тской Социалисти́ческой Респу́блики (укр. Конститу́ція Украї́нської Радя́нської Соціалісти́чної Респу́бліки) была принята внеочередной седьмой сессии Верховной Совета Украинской ССР девятого созыва 20 апреля 1978 года и действовала до 28 июня 1996 года.
Это четвёртая Конституция Советской Украины — союзной республики в составе СССР. Она заменила ранее действующую Конституцию (Основной Закон) Украинской Советской Социалистической Республики 1937 года.

## История
В апреле 1962 года была сформирована конституционная комиссия, призванная выработать проект нового Основного Закона СССР. В течение двухлетней работы комиссии был внесен ряд содержательных предложений, направленных на развитие демократических основ в политической жизни страны. В проекте назывались новые общественно-политические институты и инструменты влияния: система народного контроля, отчетность государственных деятелей перед населением, всенародное обсуждение важнейших законопроектов, отраслевые совещания трудящихся и др. Предполагалась ротация депутатского корпуса, регламентация деятельности сессий. Проект предоставлял союзным республикам право налаживать не только экономические и культурные, но и дипломатические отношения с зарубежными странами, иметь республиканские воинские формирования. В новую Конституцию должны были войти статьи о личной собственности граждан и личном подсобном хозяйстве колхозников, о мелком частном хозяйстве. Однако консервативные тенденции возобладали. В проекте оставалось доминирующим положения о руководящей и направляющей роли КПСС и роста её роли в ходе строительства коммунизма; о марксизме-ленинизме как идеологической основы общественного и государственного строя СССР и др.
К концу 60-х годов идея быстрого перехода к коммунистическому обществу постепенно растворилась в новых формулировках, становящихся устоями общества «развитого социализма». Так, всё настойчивее подчеркиваются такие моменты, как укрепление законности, активное вовлечение граждан в управление общественными делами, рост роли общественных организаций, укрепление сплоченности граждан и развитие общественного самоуправления и тому подобное.
Работа над Конституцией СССР длилась немало лет, окончательный проект был подготовлен в мае 1977 года. Тогда же проект одобрен Пленумом ЦК КПСС. Президиум Верховного Совета СССР принял Указ «О проекте Конституции СССР», на основании которого проект выносился на обсуждение общественности, а на октябрь была назначена сессия Верховного Совета, призванная окончательно рассмотреть исправленный и дополненный проект. На седьмой внеочередной сессии Верховная Рада приняла Декларацию о принятии и объявлении Конституции СССР (7 октября 1977). Тогда же принят и закон о порядке введения в действие Конституции.
Текст четвёртой и последней из Конституций УССР, которая была принята 20 апреля 1978 года внеочередной седьмой сессией Верховного Совета Украинской ССР девятого созыва, разработала комиссия во главе с первым секретарем ЦК КПУ В. Щербицким. Конституция Республики заключалась в соответствии с Конституцией СССР 1977 года и мало чем отличалась от последней. Это полностью соответствовало тенденции к т. н. интеграции правовых норм и принципов на территории СССР как единого союзного государства, что на самом деле означало повышение веса и роли общесоюзных нормативных актов. И эта тенденция ещё более усилилась с принятием последней Союзной Конституции.
До 27 октября 1989 года Конституция — 1978 действовала без изменений; в течение 1989—1995 годов в её текст было внесено 24 изменения (6 до провозглашения независимости и остальные-после). 
В период с 1989 по 1995 года в текст Конституции вносился ряд изменений.
- 24 октября 1990 года была внесена поправка о создании Конституционного суда республики, а также была отменена статья 6 о руководящей роли Компартии[4].
- 18 апреля 1991 года в ст. 108 конституции была внесена поправка о переименовании должности Председателя Совета Министров в должность Премьер-министра[5].
- 21 мая 1991 года в статьях 115 и 116 название «Совет Министров Украинской ССР» было заменено на «Кабинет Министров Украинской ССР»[6].
- 19 июня 1991 года в конституцию было включено упоминание о Крымской АССР[7], восстановленной (в июне 1946 года автономия, будучи в составе РСФСР, была упразднена, а в апреле 1954 года территория ликвидированной республики была передана Украинской ССР) по результатам общекрымского референдума 20 января того же года.
- 23 ноября 1991 года из конституции были исключены наименования «Украинская Советская Социалистическая Республика» и «Украинская ССР» и заменены названием Украина[8][9], что на тот момент не согласовывалось со ст. 71 Конституции СССР. Совет Министров был окончательно переименован в Кабинет Министров (ст. 121), что не согласовывалось со ст. 139 Конституции СССР.
- 17 апреля 1992 года в связи с провозглашением независимости Украины и подписанием Беловежского соглашения о ликвидации СССР, из ст. 68 конституции было исключено положение о том, что Украина — союзная республика в составе СССР. Из ст. 166 был исключён герб Советской Украины[10][11].
- 18 июля 1992 года из конституции были полностью убраны упоминания об СССР, а также исключён флаг Украинской ССР 1949 года (ст. 167)[12][13].
- 21 сентября 1994 года была внесена поправка о переименовании Крымской АССР (Республики Крым)[14] в Автономную Республику Крым[15].

В период с 8 июня 1995 года по 28 июня 1996 года она действовала в части, которая не противоречила Конституционному Договору между Верховным Советом Украины и Президентом Украины об основных принципах организации и функционирования государственной власти и местного самоуправления в Украине на период до принятия новой Конституции Украины — фактически, кризисной эрзац-конституции.

## Общая характеристика
Большинство статей Конституции 1978 года имели декларативный характер, они никогда не были закреплены соответствующими законами. Например, гарантированные права и свободы; республика провозглашалась суверенным, а основным признаком этого суверенитета называлось право сношений с другими государствами; гарантией суверенитета якобы была норма на право свободного выхода из СССР, хотя закона и механизма выхода не существовало.
Статья 6 устанавливала политическую монополию в государстве единой коммунистической партии. Поэтому создание других партий было неконституционным и вело за собой привлечение к уголовной ответственности.
Конституция изменила название советов депутатов трудящихся на народных депутатов, утвердила государственную символику, которая претерпела изменения в конце 40-х годов и административное устройство в составе 25-ти областей, после административных реформ 50 — 60-х годов.
В общем, Конституция УССР была полной рецепцией общесоюзной.
Особенностью Основного Закона 1978 года является развернутая, пафосная, идеологически-политическая преамбула, которая отражала доктрину «общенародного государства» в контексте идеологии «перехода к коммунистическому обществу». Преамбула состояла из 325 слов «(для сравнения— преамбула Конституции 1996 года состоит из 97 слов).» Составлена от имени «Народа УССР» "(преамбула Конституции 1996 года — от имени Верховной Рады Украины), " она содержала упоминания «Великой Октябрьской социалистической революции», В. И. Ленина, «развитого социалистического общества», «советского народа», «ленинской национальной политики», «идей научного коммунизма», борьбы с «буржуазно-националистической контрреволюцией, эксплуататорами, помещиками и капиталистами». Преамбула была изъята Законом Украины от 17 сентября 1991 года.

## Основные положения
Основной Закон содержал преамбулу, 10 глав и 171 статью.
I. Основы общественного строя и политики Украинской ССР
II. Государство и личность
III. Национально-государственное и административно-территориальное устройство Украинской ССР
IV. Советы народных депутатов Украинской ССР и порядок их избрания
V. Высшие органы государственной власти и управления Украинской ССР
VI. Местные органы государственной власти и управления в Украинской ССР
VII. Государственный план экономического и социального развития Украинской ССР и Государственный бюджет Украинской ССР
VIII. Правосудие, арбитраж и прокурорский надзор
IX. Герб, флаг, гимн и столица Украинской ССР
X. Действие Конституции Украинской ССР и порядок её изменения.